# Шалом (газета)
Шалом (Şalom)  (івр. שלום, «Мир») — єврейський щотижневик, що видається в Туреччині. 
Його назва Şalom відображає турецьке написання івритського слова «шалом». Газета заснована 29 жовтня 1947 року турецьким євреєм, журналістом Аврамом Лейоном. Друкується в Стамбулі. Крім сторінки на ладіно, основна мова газети — турецька. Головний редактор — Іво Молінас. Редактор — Якуп Барокас. Тираж — 5.000 екземплярів.